# Gamás

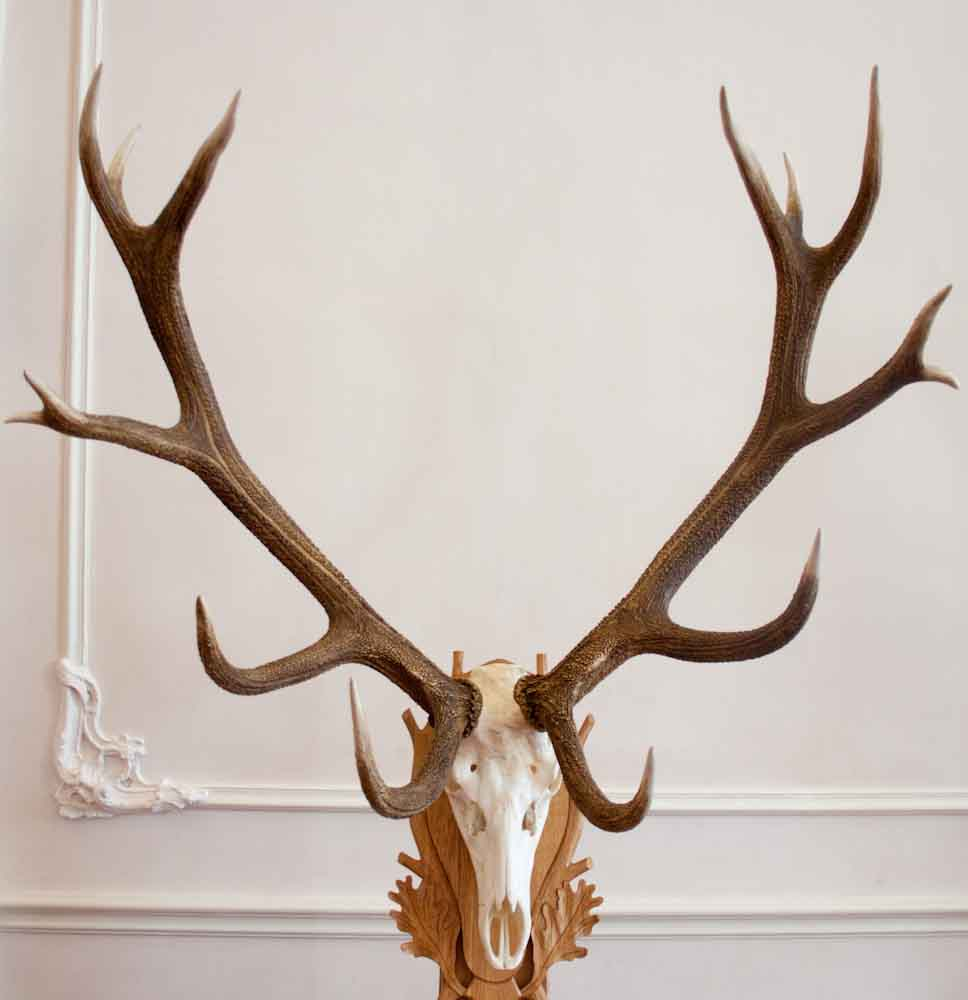
A világhírű Gamási gímbika v. Tuskósi bika (1968) trófea a hatvani Széchenyi Zsigmond Vadászati Múzeumban

Gamás község Somogy vármegyében, a Fonyódi járásban.

## Fekvése
Kaposvár és a Balaton között nagyjából félúton fekszik. Közigazgatási területén és Vadépuszta településrészén áthaladt a régi 67-es főút, vagyis a mai 6714-es út, de az új 67-es út már elkerüli Vadépusztát is. Gamás központja zsáktelepülésnek tekinthető, oda csak a nyugatnak kiágazó 67 107-es út vezet.

## Természeti környezete
Az északról a Vörös-heggyel, nyugatról a Malom-patakkal, keletről a Tetves-patakkal határolt területet nevezhetjük Gamás vidékének. Jellegzetesen somogyi táj, észak–déli dombvonulatokkal, amiket rövidebb oldalágak és helyenként tekintélyes vízmosások osztanak fel. Változatos formavilága -mely a lankás oldalaktól a meredek letörésekig terjed- minden nézőpontból más képet tár elénk.
Az alapkőzet főként lösz, ami alatt felső pliocén kori folyami homokhordalék fekszik. Kedvező klíma és az erdővegetáció hatására a Ramann-féle és az agyagbemosódásos barna erdőtalajok váltak meghatározóvá. A vízrendezés előtt a völgyekben jelentkező időszakos vízhatásra réti talajok és a lejtőhordalék kombinációi alakultak ki.
Vízgazdálkodás szempontjából hátrányos, hogy itt húzódik egy északnyugat–délkelet irányú vízválasztó. Az északi oldalról a Balatonba folyik a Tetves-patak, déli oldalról a Kaposba vezet a Malom-, Orci-, Szelestye-, és a Deseda-patak. Elhelyezkedésükből adódóan vízhozamuk csekély és erősen ingadozó, ezért valójában csak ároknak nevezik őket.
A községtől délre, 2,4 km távolságra, a Szelistyei-árok kanyarja felett egy ősi földvár, az úgynevezett Törökvár maradványai láthatók.

### Növényzete
A domborzat mellett a legfontosabb tájbélyeg az erdő. A dombtetők jellegzetes erdőtársulása a cseres-kocsánytalan tölgyes, majd lefelé haladva gyertyános-kocsánytalan tölgyes és gyertyános-kocsányos tölgyes követi egymást. A patakok mellett égeresek és füzesek uralkodnak. Az északi lejtőkön és a párásabb zugokban a bükkösök kisebb foltjai is fellelhetők. Az erdőtársulásokat nagyon változatossá teszi, hogy a második lombkoronaszintben elegyfaként déli flóraelemek, szelídgesztenye, ezüst hárs és virágos kőris jelennek meg.
A gyepszintben a nagyvirágú lednek és különösen a borostyán burjánzik csoportosan. Fasorok védelmében gyakori a közönséges ördögcérna (másik nevén: „semfűsemfa”).
A gazdag növényvilág változatos és gazdálkodás szempontjából jó minőségű vadállományt tart el. A számos díjazott disznóagyar és a világranglistára felkerült szarvastrófea közül kiemelkedik az 1968-ban a Tuskósi-erdőben lőtt világrekord szarvasbika.

## Története
A Gamás név (Gamas és Gomas írásmóddal is) az 1055-ös tihanyi alapítólevélben fordul elő először a Tihanyi apátság birtokaként, melyet 1229-ben Felső-Gamás alakban említettek. Ekkor egymás közelében két hasonló nevű helység is létezett itt, az egyik a Balaton közelében, a másik tőle délre. E helység, mely a másik Gamástól délebbre feküdt, Szt. István korában Gamuz alakban fordult elő. 1216 és 1221 után Uros szentmártoni apát szerzett itt földeket. 1221-ben a szentmártoni apátságnak 2 szőlője, 3 berke és 1 eke földje is volt itt. Albeus mester 1237-1240. évi összeírása szerint az apátságnak ekkor már 2 eke földje és 4 szőlője volt itt, 1261-ben pedig a királyi udvarnokoknak is volt itt birtokuk. 
Neve később az 1332-1337. évi pápai tizedjegyzékben is előfordult. 
1405-ben Kovásznyai Gergely is birtokos volt itt, kinek itteni birtokaiba Derecskei Pált iktatták be. 1479-ben pedig már több család: a Gellyei Török, a Gellyei Balogh és a Gellyei Porkoláb családnak is voltak itt birtokrészei. Az 1419-1511. évekből pedig egy Töttösgamás (Thythewsgamas) nevű helységről maradtak fenn okleveles adatok. 
Az 1701-1703. évi adólajstrom szerint Gamás-puszta néven Fonyó Miklós birtoka volt. 1715-ben 9 háztartását írták össze és ekkor a kincstár volt a földesura; de 1720-ban a tiszttartók rossz bánásmódja következtében az egész lakosság Tolna vármegyébe költözött át. 
1726-ban Nagygamás és Kisgamás báró Maithényi György,Gamás pedig a lengyeltóti Lengyel családé és még 1776-ban is a Lengyel család tagjai, Lengyel Imre, Antal és Gáspár voltak a birtokosai. Később, 1835-ben Kiss Ignác, 1856-ban a Pallini Inkey család és gróf Zichy János, majd a 20. század elején Pallini Inkey Antal, Jankovics Bésán Gyula, a magyarországi kegyes tanítórend, gróf Zichy Béla és Kacskovics Zoltán volt itt a nagyobb birtokos. 1819-ben épült fel római katolikus temploma, de a falu határában még az 1900-as évek elején is láthatók voltak őskori templomának alapfalai és faragott kövei. 
A török hódoltság alatt a község határában nagy csata volt a magyarok és a törökök között. A határ azt a részét, ahol ez a csata lefolyt, a nép Vérgamásnak nevezi. A török időkben a falu elnéptelenedett, egykori magyar lakói helyébe a historia domus leírása szerint sokácok telepedtek le, akiknek utódai később elmagyarosodtak. 1848 őszén is volt itt egy kisebb összeütközés a szerb határőrök és a magyarok között, mely az utóbbiak győzelmével végződött. 
1855 nyarán kolerajárvány lépett fel a helységben, mely 164 ember életébe került. A község határában gyakran találnak római és Árpád-korból való pénzeket és fegyvereket, az utóbbiak főleg a török hódoltság korából valók.

## Közélete

### Polgármesterei
- 1990–1994: Jeszenszky János (független)[5]
- 1994–1998: Jeszenszky János (független)[6]
- 1998–2002: Jeszenszky János (független)[7]
- 2002–2006: Jeszenszky János (független)[8]
- 2006–2010: Jeszenszky János (független)[9]
- 2010–2010: Tóth Péter (független)[10]
- 2011–2014: Tóth Péter (független)[11]
- 2014–2019: Tóth Péter (független)[12]
- 2019–2024: Tóth Péter (független)[13]
- 2024– : Tóth Péter (független)[1]

A településen 2011. február 20-án időközi polgármester-választást kellett tartani, mert az előző év őszén megválasztott polgármester nem sokkal azután le is mondott posztjáról. Lemondása ellenére ő is elindult a posztért, és igen szoros küzdelemben ugyan – három jelölt közül, 383 szavazatból mindössze két szavazatnyi különbséggel –, de meg is tarthatta azt.

## Népesség
A település népességének változása:
| Lakosok száma | 794  | 760  | 748  | 694  | 675  | 677  | 650  |
|               | 2013 | 2014 | 2015 | 2021 | 2022 | 2023 | 2024 |

A 2011-es népszámlálás során a lakosok 89,5%-a magyarnak, 0,3% bolgárnak, 4,2% cigánynak, 1,9% horvátnak, 0,3% németnek, 0,3% románnak mondta magát (10,4% nem nyilatkozott; a kettős identitások miatt a végösszeg nagyobb lehet 100%-nál). A vallási megoszlás a következő volt: római katolikus 67,5%, református 5%, evangélikus 0,6%, felekezet nélküli 8,6% (17,5% nem nyilatkozott).
2022-ben a lakosság 91,3%-a vallotta magát magyarnak, 7,9% cigánynak, 1,9% németnek, 0,3% bolgárnak, 0,1-0,1% lengyelnek, görögnek és ukránnak, 1,9% egyéb, nem hazai nemzetiségűnek (7,7% nem nyilatkozott; a kettős identitások miatt a végösszeg nagyobb lehet 100%-nál). Vallásuk szerint 48,3% volt római katolikus, 3,3% református, 0,1% evangélikus, 0,1% görög katolikus, 0,1% egyéb keresztény, 0,3% egyéb katolikus, 15,7% felekezeten kívüli (32% nem válaszolt).

## Nevezetességek
Gamás egyetlen műemléki védelem alatt álló épülete az 1814-ből származó római katolikus templom. Az eredeti barokk épületet 1886-ban átépítették, majd miután tornya leégett, 1947-ben új tornyot kapott. 2014-ben felújították. A mellette álló, egyszerű külső megjelenésű plébániaépület belső falfestményei értékesek.
Az első világháború hőseinek emlékére monumentális talapzatú, fegyverével a földön fekvő katonát ábrázoló műkő emlékművet emeltek, amelynek oldalán fehér kőtáblán a második világháború hősi halottainak nevét is felsorolták. Az emlékművet 2016-ban felvették a somogyi értéktárba is.